# Saint-Hilaire-le-Châtel
Saint-Hilaire-le-Châtel és un municipi francès situat al departament de l'Orne i a la regió de Normandia. L'any 2007 tenia 690 habitants.

## Demografia

### Població
El 2017 la població de fet de Saint-Hilaire-le-Châtel era de 641 persones. La població ha evolucionat segons el següent gràfic:
Habitants censats

### Habitatges
El 2007 hi havia 305 habitatges, 244 eren l'habitatge principal de la família, 51 eren segones residències i 10 estaven desocupats. 302 eren cases i 2 eren apartaments. Dels 244 habitatges principals, 186 estaven ocupats pels seus propietaris, 55 estaven llogats i ocupats pels llogaters i 3 estaven cedits a títol gratuït; 11 tenien dues cambres, 43 en tenien tres, 99 en tenien quatre i 91 en tenien cinc o més. 158 habitatges disposaven pel capbaix d'una plaça de pàrquing. A 78 habitatges hi havia un automòbil i a 149 n'hi havia dos o més.

### Piràmide de població
La piràmide de població per edats i sexe el 2009 era:
| Homes | Edats   | Dones |
| ----- | ------- | ----- |
| 0     | 95 o +  | 4     |
| 4     | 90 a 94 | 8     |
| 4     | 85 a 89 | 8     |
| 8     | 80 a 84 | 16    |
| 8     | 75 a 79 | 16    |
| 12    | 70 a 74 | 8     |
| 8     | 65 a 69 | 12    |
| 12    | 60 a 64 | 8     |
| 8     | 55 a 59 | 0     |
| 28    | 50 a 54 | 28    |
| 24    | 45 a 49 | 20    |
| 28    | 40 a 44 | 20    |
| 20    | 35 a 39 | 12    |
| 24    | 30 a 34 | 28    |
| 12    | 25 a 29 | 8     |
| 8     | 20 a 24 | 8     |
| 12    | 15 a 19 | 4     |
| 20    | 10 a 14 | 28    |
| 40    | 5 a 9   | 16    |
| 8     | 0 a 4   | 12    |

## Economia
El 2007 la població en edat de treballar era de 454 persones, 326 eren actives i 128 eren inactives. De les 326 persones actives 300 estaven ocupades (164 homes i 136 dones) i 26 estaven aturades (12 homes i 14 dones). De les 128 persones inactives 37 estaven jubilades, 47 estaven estudiant i 44 estaven classificades com a «altres inactius».

### Ingressos
El 2009 a Saint-Hilaire-le-Châtel hi havia 238 unitats fiscals que integraven 660 persones, la mediana anual d'ingressos fiscals per persona era de 17.358,5 €.

### Activitats econòmiques
Dels 46 establiments que hi havia el 2007, 2 eren d'empreses extractives, 1 d'una empresa alimentària, 7 d'empreses de fabricació d'altres productes industrials, 8 d'empreses de construcció, 12 d'empreses de comerç i reparació d'automòbils, 5 d'empreses de transport, 1 d'una empresa d'hostatgeria i restauració, 3 d'empreses financeres, 1 d'una empresa immobiliària, 3 d'empreses de serveis, 1 d'una entitat de l'administració pública i 2 d'empreses classificades com a «altres activitats de serveis».
Dels 10 establiments de servei als particulars que hi havia el 2009, 2 eren funeràries, 2 tallers de reparació d'automòbils i de material agrícola, 3 guixaires pintors, 1 lampisteria, 1 empresa de construcció i 1 restaurant.
Dels 2 establiments comercials que hi havia el 2009, 1 era una botiga de més de 120 m² i 1 una botiga de menys de 120 m².
L'any 2000 a Saint-Hilaire-le-Châtel hi havia 28 explotacions agrícoles que ocupaven un total de 2.142 hectàrees.

## Equipaments sanitaris i escolars
El 2009 hi havia una escola elemental integrada dins d'un grup escolar amb les comunes properes formant una escola dispersa.

## Poblacions més properes
El següent diagrama mostra les poblacions més properes.